# Los Ángeles Tetela
Los Ángeles Tetela es una población del municipio y estado de Puebla en México. Se encuentra ubicado al sur de territorio municipal.

## Localización y demografía
La población de Los Ángeles Tetela se encuentra localizada al sur del municipio y por tanto de la ciudad de Puebla de Zaragoza, la capital del estado, en la rivera meridional de la presa de Valsequillo. 
Tiene las coordenadas geográficas de 18°53′28″N 98°10′06″O / 18.89111, -98.16833 y se encuentra a una altitud de 2 108 metros sobre el nivel del mar. Su principal vía de comunicación es la carretera que la une hacia el oeste con San Andrés Azumiatla y Santa Clara Ocoyucan, y hacia el este con la carretera Puebla-Tecali de Herrera.
De acuerdo con el Censo de Población y Vivienda de 2010 realizado por el Instituto Nacional de Estadística y Geografía, tiene una población de 2 247 habitantes, de los que 1 149 son mujeres y 1 088 son hombres.